# Jonathan Kennard

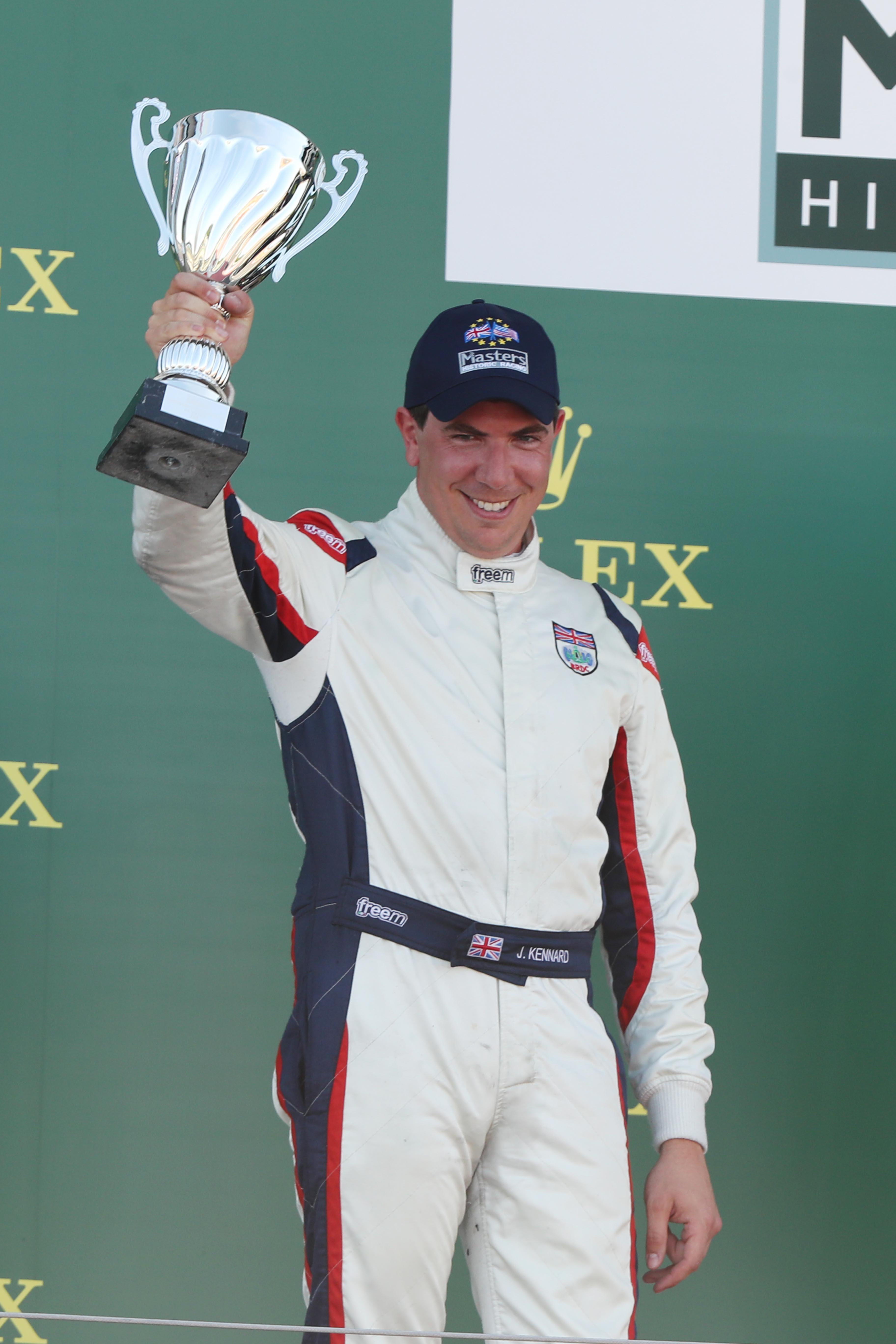
Jonathan Kennard in 2018

Jonathan Kennard (Tunbridge Wells, 26 juni 1985) is een Brits autocoureur. Hij heeft twee titels op zijn naam staan, de Formule Palmer Audi won hij in 2004 and the FPA Winter Trophy won hij in 2003. Hij heeft ook getest voor het Formule 1-team Williams F1.
Hij won een race in de Britse Formule 3 in zowel de nationale klasse (2005) en kampioensklasse (2007) Hij reed ook de Masters of Formula 3 in 2007 op Zolder en reed de Grand Prix van Macau in 2007.
In 2009 reed hij in de Superleague Formula voor de club AS Roma. Halverwege het seizoen werd hij vervangen door Franck Perera. Op Monza keerde hij terug, nu voor CR Flamengo omdat hoofdrijder Enrique Bernoldi in de FIA GT moest rijden.

## Superleague Formula resultaten
| Jaar | Inschrijving | 1       | 2       | 3       | 4      | 5      | 6       | 7    | 8    | 9       | 10      | 11   | 12   | Rang | Punten |
| ---- | ------------ | ------- | ------- | ------- | ------ | ------ | ------- | ---- | ---- | ------- | ------- | ---- | ---- | ---- | ------ |
| 2009 | AS Roma      | MAG1 15 | MAG2 14 | ZOL1 11 | ZOL2 5 | DON1 7 | DON2 10 | EST1 | EST2 |         |         |      |      | 13   | 211    |
| 2009 | CR Flamengo  |         |         |         |        |        |         |      |      | MON1 17 | MON2 18 | JAR1 | JAR2 | 16   | 191    |